# Liste von Söhnen und Töchtern der Stadt Karatschi
Dies ist eine Liste bekannter Persönlichkeiten, die in der pakistanischen Stadt Karatschi geboren wurden. Die Liste erhebt keinen Anspruch auf Vollständigkeit.

## 19. Jahrhundert
- Alibhoy Mulla Jeevanjee (1856–1936), indischer Kaufmann und Unternehmer und zugleich kenianischer Politiker
- Muhammad Ali Jinnah (1876–1948), Politiker in Britisch-Indien, gilt als Gründer des Staates Pakistan
- Aga Khan III. (1877–1957), religiöser Anführer der Ismaeliten
- Fatima Jinnah (1893–1967), Schwester von Muhammad Ali Jinnah, dem Gründervater Pakistans und eine der einflussreichsten Persönlichkeiten zur Zeit der Unabhängigkeitsbewegung in Britisch-Indien
- Geoffry Scoones (1893–1975), Offizier der British Army
- Naval Gandhi (1897–nach 1952), indischer Filmregisseur und Produzent von Kriegsdokumentationen
- Leonard Joseph Raymond (1899–1974), römisch-katholischer Geistlicher, Erzbischof von Nagpur
- Valerian Gracias (1900–1978), Erzbischof von Bombay und Kardinal der römisch-katholischen Kirche

## 20. Jahrhundert

### 1901–1950

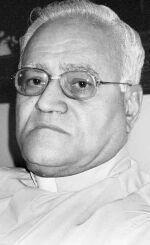
Anthony Theodore Lobo
(1937–2013)

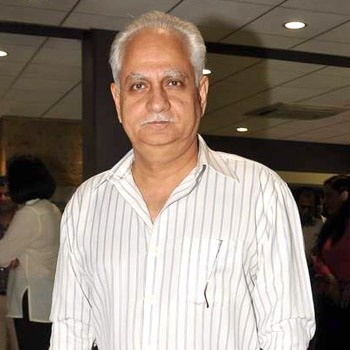
Ramesh Sippy
(* 1947)

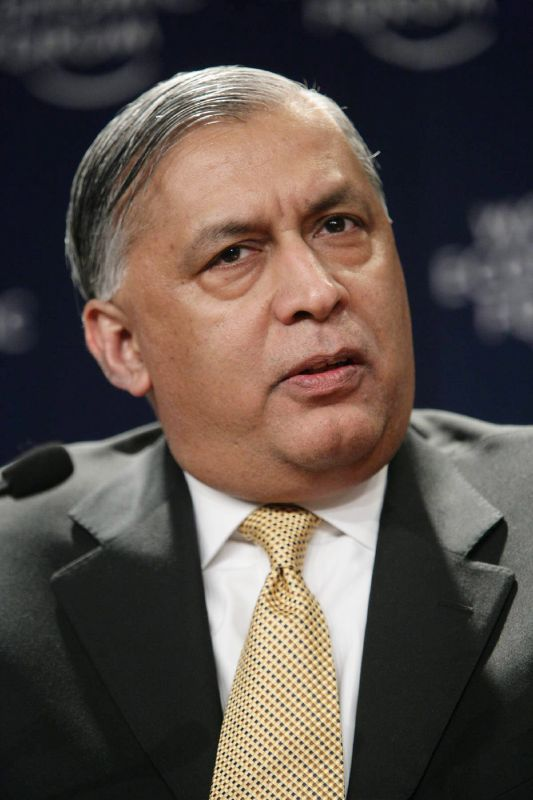
Shaukat Aziz
(* 1949)

- Edwin Pinto (1901–1978), römisch-katholischer Bischof des Bistums Ahmedabad; Jesuit
- N. R. Acharya (1909–1993), indischer Filmregisseur und -produzent
- Charles Gomes (1910–2002), Jesuit, Bischof von Ahmedabad
- Peter Calvocoressi (1912–2010), britischer Barrister, Publizist, Hochschullehrer, Autor und Menschenrechtsaktivist
- Angelo Innocent Fernandes (1913–2000), römisch-katholischer Erzbischof von Delhi
- Margaret Lockwood (1916–1990), britische Schauspielerin
- Googie Withers (1917–2011), britische Schauspielerin
- Lal Krishna Advani (* 1927), indischer Politiker; Innenminister von 1998 bis 2004
- Armando Trindade (1927–2000), römisch-katholischer Geistlicher[1]
- Bonaventure Patrick Paul (1929–2007), römisch-katholischer Bischof von Hyderabad in Pakistan
- June Thorburn (1931–1967), britische Schauspielerin
- Bashir Ahmad (* 1934), Hockeyspieler[2]
- Samuel Harris (* 1934), Boxer[3]
- Rasheed Araeen (* 1935), Konzeptkünstler, Bildhauer, Maler, Schriftsteller und Kurator
- Abdul Razzaq Baloch (* 1936), Radrennfahrer[4]
- Anthony Theodore Lobo (1937–2013), römisch-katholischer Bischof des Bistums Islamabad-Rawalpindi
- Nasreen Mohamedi (1937–1990), indische Künstlerin
- Max John Rodrigues (* 1938), emeritierter römisch-katholischer Bischof des Bistums Hyderabad in Pakistan
- Bapsi Sidhwa (1938–2024), pakistanisch-amerikanische Schriftstellerin
- Tariq Yunus (1946–1994), Schauspieler
- Ramesh Sippy (* 1947), indischer Filmregisseur und Produzent
- Lenny Zakatek (* 1947), britischer Musiker, Komponist und Promoter
- Arif Alvi (* 1949), Politiker
- Shaukat Aziz (* 1949), Premier- und Finanzminister
- Michael Nazir-Ali (* 1949), britisch-pakistanischer katholischer Geistlicher, ehemaliger anglikanischer Bischof
- Muhammad Mian Soomro (* 1950), Politiker; von 2007 bis 2008 Premierminister von Pakistan

### 1951–1970

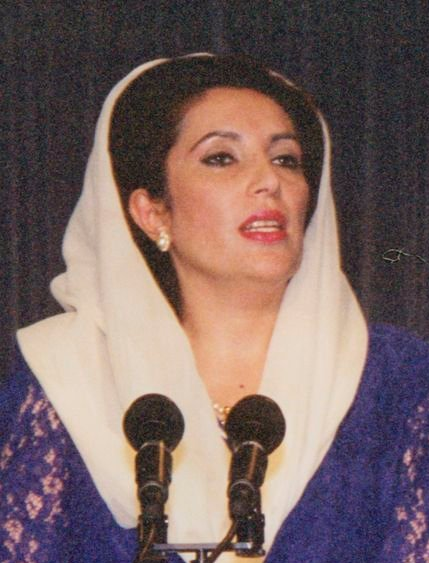
Benazir Bhutto
(1953–2007)

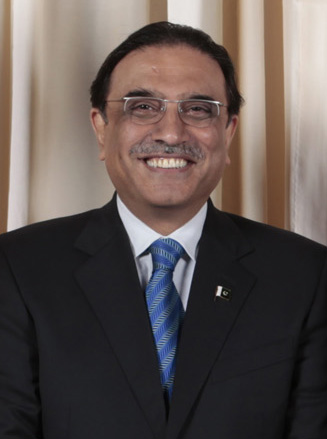
Asif Ali Zardari
(* 1955)

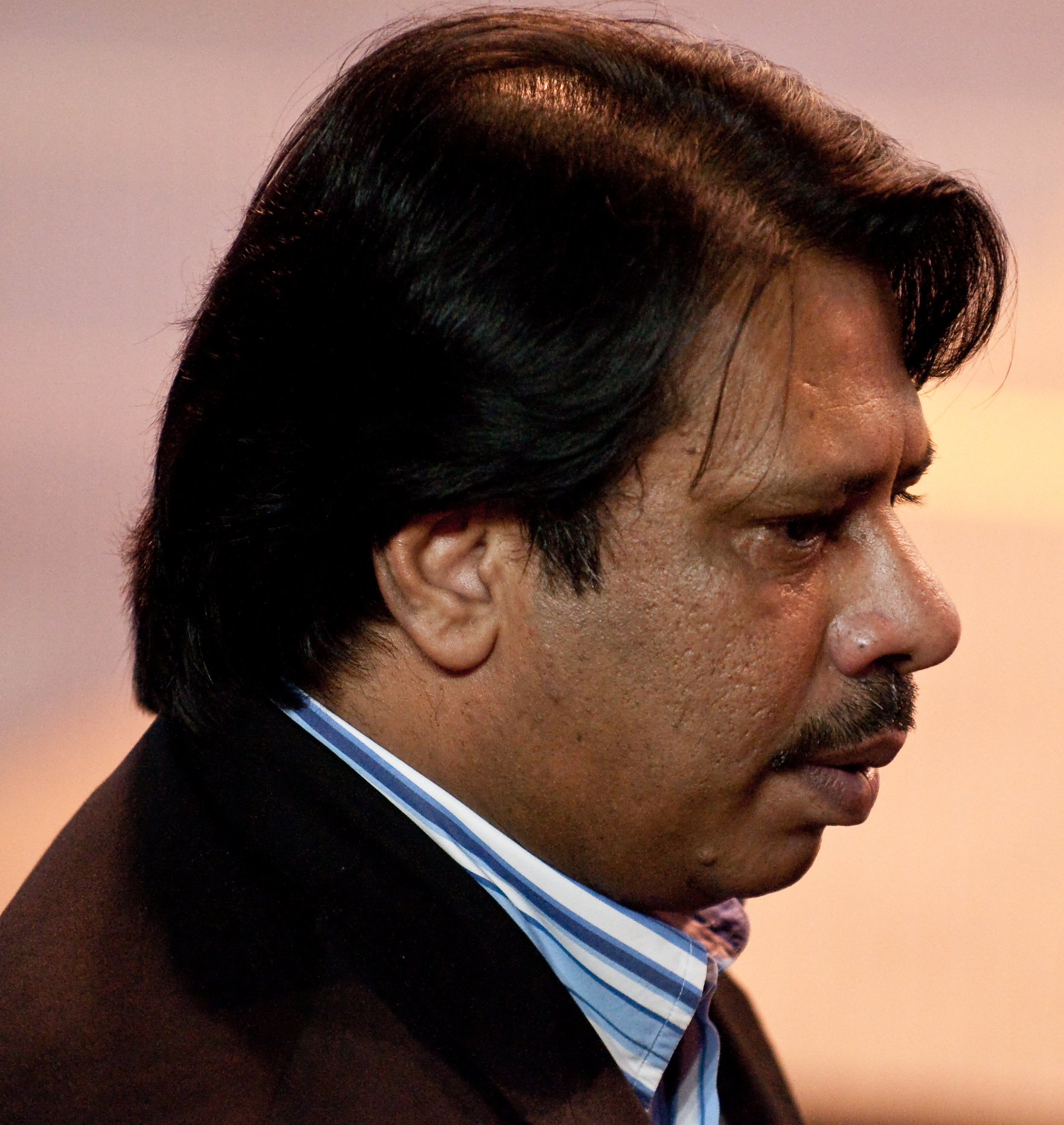
Jahangir Khan
(* 1963)

- Yousaf Raza Gilani (* 1952), Politiker; Premierminister
- Parveen Shakir (1952–1994), Lyrikerin, Pädagogin und Regierungsangestellte
- Benazir Bhutto (1953–2007), Premierministerin
- Daniele Mastrogiacomo (* 1954), italienisch-schweizerischer Journalist und Reporter
- Asif Ali Zardari (* 1955), Politiker und von 2008 bis 2013 Präsident Pakistans
- Mushtaq Ahmad (* 1956), Hockeyspieler und Olympiasieger 1984[5]
- Hussein Haqqani (* 1956), Diplomat, Journalist und Akademiker
- Javed Miandad (* 1957), Cricketspieler
- Hassan Sardar (* 1957), Hockeyspieler und Olympiasieger 1984[6]
- Shahid Khaqan Abbasi (* 1958), Politiker
- Sami Solanki (* 1958), Schweizer Astronom
- Chris Van Hollen (* 1959), US-amerikanischer Politiker
- Hanif Khan (* 1959), Hockeyspieler und Olympiasieger 1984[7]
- Imran Farooq (1960–2010), Gründungsmitglied der Muttahida-Qaumi-Bewegung
- Salma Agha (* 1962), britische Sängerin und Schauspielerin
- Huma Bhabha (* 1962), pakistanisch-US-amerikanische Bildhauerin, Zeichnerin und Fotografin
- Hasan Habib (* 1962), US-amerikanisch-pakistanischer Pokerspieler
- Chris Sheldon (* 1962), englischer Musikproduzent, Tontechniker und Mischer
- Jahangir Khan (* 1963), Präsident des Weltsquashverbandes und erfolgreichster Squashspieler aller Zeiten
- Iqbal Theba (* 1963), pakistanisch-US-amerikanischer Schauspieler[8]
- Shahid Ali Khan (* 1964), Hockeyspieler und Olympiasieger 1984[9]
- Ayaz Mahmood (* 1964), Hockeyspieler und Olympiasieger 1984[10]
- Rez Abbasi (* 1965), US-amerikanischer Fusion- und Jazz-Gitarrist, Musikproduzent und Komponist
- Nazia Hassan (1965–2000), britisch-pakistanische Sängerin und Songwriterin
- Azhar Kamal (* 1966), Gitarrist, Komponist und Musikproduzent
- Ayesha Malik (* 1966), Juristin
- Farjad Saif (* 1966), Tischtennisspieler[11]
- Benny Mario Travas (* 1966), römisch-katholischer Geistlicher, Erzbischof von Karatschi
- Patrick Chappatte (* 1967), Schweizer Karikaturist
- Muhammad Qamar Ibrahim (* 1968), Hockeyspieler[12]
- Nergis Mavalvala (* 1968), pakistanisch-US-amerikanische Physikerin

### 1971–2000

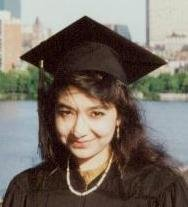
Aafia Siddiqui
(* 1972)

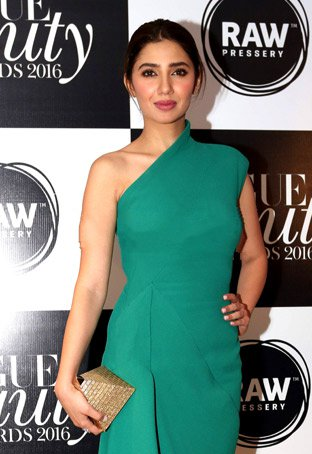
Mahira Khan
(* 1984)

- Asifa Akhtar (* 1971), Molekularbiologin
- Mustafa Kamal (* 1971), Politiker
- Ahmed Alam (* 1972), Hockeyspieler[13]
- Kamran Pasha (* 1972), US-amerikanischer Drehbuchautor, Regisseur und Schriftsteller
- Aafia Siddiqui (* 1972), Neurowissenschaftlerin
- Kamila Shamsie (* 1973), pakistanisch-britische Schriftstellerin
- Tamsin Causer (1974–2006), britische Weltmeisterin und Weltrekordhalterin im Fallschirmspringen
- Sohail Abbas (* 1975), Hockeyspieler[14]
- Sabeen Mahmud (1975–2015), Menschenrechtlerin
- Raheem Shah (* 1975), Popsänger[15]
- Atiq-uz-Zaman (* 1975), Cricketspieler
- Kumail Nanjiani (* 1978), pakistanisch-US-amerikanischer Schauspieler und Stand-up-Komiker
- Kashif Jawwad (* 1981), Hockeyspieler[16]
- Syed Sameer Hussain (* 1982), Hockeyspieler[17]
- Nasir Ahmed (* 1984), Hockeyspieler[18]
- Mahira Khan (* 1984), Schauspielerin[19]
- Marvi Mazhar (* 1984), Architektin
- Nain Abidi (* 1985), Cricketspielerin
- Dilshad Vadsaria (* 1985), US-amerikanische Schauspielerin
- Syed Imran Ali Warsi (* 1985), Hockeyspieler[20]
- Abdul Haseem Khan (* 1987), Hockeyspieler[21]
- Rubin Okotie (* 1987), österreichischer Fußballspieler
- Bilawal Bhutto Zardari (* 1988), Politiker
- Mehwish Hayat (* 1988), Schauspielerin, Synchronsprecherin, Sängerin und Model
- Javeria Khan (* 1988), Cricketspielerin
- Misbah Khan (* 1989), deutsche Politikerin (Bündnis 90/Die Grünen)
- Aiman Anwer (* 1991), Cricketspielerin
- Kainat Imtiaz (* 1992), Cricketspielerin
- Usman Khan (* 1995), Cricketspieler
- Saud Shakeel (* 1995), Cricketspieler
- Mahoor Shahzad (* 1996), Badmintonspielerin
- Muneeba Ali (* 1997), Cricketspielerin
- Omaima Sohail (* 1997), Cricketspielerin
- Abrar Ahmed (* 1998), Cricketspieler

## 21. Jahrhundert
- Fatima Sana (* 2001), Cricketspielerin
- Saim Ayub (* 2002), Cricketspieler
- Iman Vellani (* 2002), pakistanisch-kanadische Schauspielerin